# Розгазування
Розгазування (рос. разгазирование, англ. gas liberation, нім. Entgasung f) — процес переходу газу з розчиненого стану у вільний.

## Розгазування диференційне
Розгазування диференційне — у нафтовидобутку — процес виділення газової фази (газу) із системи (нафти, конденсату), при якому газ, що виділяється в ході зниження тиску, безперервно відводиться із системи, причому весь газ, що виділяється, не знаходиться в контакті з нафтою, тобто газ утворюється в умовах, які відповідають точці початку випаровування.

## Розгазування пластової нафти диференціальне
Розгазування пластової нафти диференціальне — процес розгазування нафти у пласті, під час якого в міру зниження пластового тиску виділений вільний газ безперервно надходить у свердловини, випереджаючи нафту, з якої він виділився, що призводить до поступового обважнювання газових компонентів, які контактують у пласті з нафтою, і зростання парціального тиску важких вуглеводнів. Вважається, що процес Р.д. переважає в пластах з режимом розчиненого газу протягом більшої частини періоду їх розробки. У лабораторних умовах такий процес імітується розгазуванням з відбором газу порціями із суміші в міру зниження тиску. Син. — ступінчасте розгазування нафти, багатократне розгазування нафти.

## Розгазування контактне
Розгазування контактне — процес виділення газу із пластової нафти, за якого весь газ, що виділяється в ході зниження тиску, перебуває в контакті з нафтою (не відводиться із системи), тобто виділення газу із рідини в умовах, коли загальний склад системи залишається одним і тим же протягом усього часу виділення. Прикладом може бути розгазування нафти під час усталеного руху нафти і газу через сепаратор.